# Giovanni Manzolini (politico)
Giovanni Manzolini, detto Gianni (Napoli, 11 maggio 1940), è un giornalista e politico italiano.

## Biografia
Giornalista professionista, iscritto all'albo dell'ordine dei giornalisti nel Lazio dal 1970, dipendente RAI, fra la seconda metà degli anni '70 e la prima degli anni '80 è fra i conduttori del Tg2.
Viene eletto deputato con il Partito Socialista Democratico Italiano nel 1987 per la X legislatura; è sottosegretario di stato agli Affari esteri nel Governo De Mita. Nel 1989 aderisce a Unità e Democrazia Socialista, una scissione dal PSDI che lo porta a confluire nel Partito Socialista Italiano. Conclude il mandato parlamentare nel 1992.